# 화성우체국
화성우체국(華城郵遞局)은 경기도 화성시 지역을 관할하는 대한민국 과학기술정보통신부 우정사업본부 경인지방우정청 소속의 우편물 취급기관이다. 경기도 화성시 남양읍 시청로202번길 92에 있다.

## 연혁
- 2012년 4월 30일: 발안우체국을 화성향남우체국으로 명칭 변경[2]
- 2019년 1월 1일: 기존 화성우체국을 화성동탄우체국으로 명칭 변경, 화성향남우체국을 화성우체국으로 명칭 변경 및 4급 관서로 승격, 관할지역 분리에 따라 경기남양우체국, 조암우체국, 사강우체국, 비봉우체국, 양감우체국, 장안우체국, 팔탄우체국, 마도우체국, 매송우체국, 서신우체국, 제14군사우편출장소, 제601군사우편출장소를 관할 우체국으로 둠.[3]
- 2021년 4월 2일 : 비봉우체국 폐국[4]
- 2021년 4월 5일 : 화성비봉우편취급국 전환 신설[5]
- 2023년 4월 1일 : 사강우체국 재건축에 따른 업무 중지
- 2023년 5월 1일 : 화성우체국 신청사(경기도 화성시 남양읍 시청로202번길 92) 이전 및 화성향남우체국(경기도 화성시 향남읍 행정서로3길 53) 개국, 경기남양우체국 폐국
- 2024년 1월 2일 : 장안우체국 폐국 및 화성장안우편취급국 전환 신설
- 2024년 1월 22일 : 기존 사강우체국을 화성송산우체국으로 명칭 변경 및 신청사 개국

## 관할 우체국
| 우체국명            | 사진 | 주소                                     | 비고                          |
| ------------------- | ---- | ---------------------------------------- | ----------------------------- |
| 화성향남우체국      |      | 경기도 화성시 향남읍 행정서로3길 53      | 2023년 5월 1일 개국           |
| 조암우체국          |      | 경기도 화성시 우정읍 조암로 33           | 2016년 6월 25일 현위치로 이전 |
| 화성송산우체국      |      | 경기도 화성시 송산면 송산포도로 88       | 2024년 1월 22일 신청사 개국   |
| 양감우체국          |      | 경기도 화성시 양감면 은행나무로 278      | 별정우체국                    |
| 팔탄우체국          |      | 경기도 화성시 팔탄면 서촌길 13-1         | 별정우체국                    |
| 마도우체국          |      | 경기도 화성시 마도면 두곡서길 3          | 별정우체국                    |
| 매송우체국          |      | 경기도 화성시 매송면 화성로 2372         | 별정우체국                    |
| 서신우체국          |      | 경기도 화성시 서신면 매화3길 5-1         | 별정우체국                    |
| 화성비봉우편취급국  |      | 경기도 화성시 비봉면 비봉로 112 (양노리) | 2021년 4월 5일 신설           |
| 화성장안우편취급국  |      | 경기도 화성시 장안면 기아자동차로 748    | 2024년 1월 2일 신설           |
| 제14군사우편출장소  |      | 경기도 화성시                            |                               |
| 제601군사우편출장소 |      | 경기도 화성시                            |                               |
| 경기남양우체국      |      | 경기도 화성시 남양읍 남양시장로 53       | 2023년 5월 1일 폐국           |